# XII Giochi paralimpici estivi
I XII Giochi paralimpici estivi si sono svolti ad Atene dal 17 al 28 settembre 2004.

## I Giochi

### Discipline
Diciannove sono le discipline paralimpiche: 
- Atletica leggera
- Bocce
- Calcio a 5-un-lato
- Calcio a 7-un-lato
- Ciclismo
- Equitazione
- Goalball
- Judo
- Nuoto
- Pallacanestro in carrozzina
- Pallavolo
- Rugby in carrozzina
- Scherma in carrozzina
- Sollevamento pesi
- Tennis in carrozzina
- Tennistavolo
- Tiro
- Tiro con l'arco
- Vela

## Medagliere
Nazione ospitante 
| Pos. | Paese         | Oro | Argento | Bronzo | Totale |
| ---- | ------------- | --- | ------- | ------ | ------ |
| 1    | Cina          | 63  | 46      | 32     | 141    |
| 2    | Gran Bretagna | 35  | 30      | 29     | 94     |
| 3    | Canada        | 28  | 19      | 25     | 72     |
| 4    | Stati Uniti   | 27  | 22      | 39     | 88     |
| 5    | Australia     | 26  | 38      | 36     | 100    |
| 6    | Ucraina       | 24  | 12      | 19     | 55     |
| 7    | Spagna        | 20  | 27      | 24     | 71     |
| 8    | Germania      | 19  | 28      | 32     | 79     |
| 9    | Francia       | 18  | 26      | 30     | 74     |
| 10   | Giappone      | 17  | 15      | 20     | 52     |